# Biotův–Savartův zákon
Biotův–Savartův zákon (také někdy nazývaný Biotův–Savartův–Laplaceův zákon, v některých zdrojích uváděný také jako Savartův–Biotův zákon) popisuje magnetickou indukci, která vzniká díky pohybujícímu se náboji.
Pojmenován byl podle dvou francouzských matematiků – Jean-Baptiste Biotovi a Félixi Savartovi. Společně s Ampérovým zákonem o síle působící na náboj v magnetickém poli je základním zákonem magnetostatiky.

## Formulace zákona
Zákon udává vztah pro magnetickou indukci, vyvolanou elektrickým proudem nebo pohybujícím se bodovým elektrickým nábojem.
Bodový náboj Q, který se v místě {\displaystyle \mathbf {r} _{Q}} pohybuje rychlostí {\displaystyle \mathbf {v} }, přispívá do místa s polohovým vektorem {\displaystyle \mathbf {r} } magnetickou indukcí {\displaystyle \mathbf {B} (\mathbf {r} )}, což lze vyjádřit vztahem
{\displaystyle \mathbf {B} (\mathbf {r} )={\frac {\mu Q}{4\pi }}{\frac {\mathbf {v} \times (\mathbf {r} -\mathbf {r} _{Q})}{\Vert \mathbf {r} -\mathbf {r} _{Q}\Vert ^{3}}}\;},
kde μ je permeabilita. Pro hustotu elektrického proudu {\displaystyle \mathbf {j} } dostáváme objemový integrál:
{\displaystyle \mathbf {B} (\mathbf {r} )={\frac {\mu }{4\pi }}\iiint _{V_{Q}}\mathbf {j} (\mathbf {r} _{Q})\times {\frac {(\mathbf {r} -\mathbf {r} _{Q})}{\Vert \mathbf {r} -\mathbf {r} _{Q}\Vert ^{3}}}\;\mathrm {d} {V_{Q}}}.
Tento vztah je analogický ke vztahu, který elektrostatické pole popisuje jako funkci hustoty náboje.

### Lineární vodič
Pro magnetickou indukci lineárního vodiče C, kterým protéká proud I, získáváme [křivkový integrál] přes křivku C, představující vodič (orientovanou ve směru proudu):
{\displaystyle \mathbf {B} (\mathbf {r} )={\frac {\mu I}{4\pi }}\int _{C}\mathrm {d} {\mathbf {r} _{Q}}\times {\frac {(\mathbf {r} -\mathbf {r} _{Q})}{\Vert \mathbf {r} -\mathbf {r} _{Q}\Vert ^{3}}}\;},
kde {\displaystyle \mathrm {d} \mathbf {r} _{Q}} je nekonečně malý úsek vodiče ve směru proudu, což můžeme také v diferenciálním tvaru jednoduše psát:
{\displaystyle \mathrm {d} \mathbf {\mathit {\vec {B}}} (\mathbf {\mathit {\vec {r}}} )={\frac {\mu _{0}}{4\pi }}{\frac {\mathrm {d} \mathbf {\mathit {\vec {I}}} \times \mathbf {\mathit {\vec {r}}} }{r^{3}}}}
kde {\displaystyle \mathrm {d} \mathbf {\mathit {\vec {I}}} =I\mathrm {d} \mathbf {\mathit {\vec {l}}} }.